# برنس أجييمانغ
برنس أجييمانغ (بالإسبانية: Prince Agyemang)‏ (25 ديسمبر 1994 في غانا - ) هو لاعب كرة قدم إسباني في مركز الوسط. لعب مع نادي أونتينيينت.

## وصلات خارجية
- برنس أجييمانغ على موقع قاعدة بيانات كرة القدم.إي يو (الإنجليزية)
- برنس أجييمانغ على موقع Soccerway.com (الإنجليزية)